# 임 (천간)
임(壬)은 천간의 아홉째이다. 오행에서는 수(水)에 속하며, 음양에서는 양(陽)에 해당한다.

## 임을 포함한 간지
- 임신
- 임오
- 임진
- 임인
- 임자
- 임술